# Бальцерув
Бальцерув (пол. Balcerów) — село в Польщі, у гміні Скерневиці Скерневицького повіту Лодзинського воєводства.
Населення — 273 особи (2011).
У 1975-1998 роках село належало до Скерневицького воєводства.

## Демографія
Демографічна структура станом на 31 березня 2011 року:
|          | Загалом | Допрацездатний вік | Працездатний вік | Постпрацездатний вік |
| -------- | ------- | ------------------ | ---------------- | -------------------- |
| Чоловіки | 142     | 34                 | 93               | 15                   |
| Жінки    | 131     | 27                 | 79               | 25                   |
| Разом    | 273     | 61                 | 172              | 40                   |